# Dana Puchnarová
Dana Puchnarová, née le 22 janvier 1938 à Prague (Tchécoslovaquie) et morte en juin 2025, est une peintre, graphiste et lithographe, tchécoslovaque puis tchèque.

## Biographie
Dana Puchnarová a été à l’école secondaire des beaux-arts de 1953 à 1957. De 1958 à 1964, elle est élève à l’Académie des beaux-arts de Prague. En 1991, elle rejoint la faculté d’art de l’université Palacký, où elle reste jusqu’en 2003. Elle a participé à de nombreuses expositions tant personnelles qu’en groupe, en République tchèque et à l’étranger,.

### Famille
L’artiste et musicien František Štorm (cs) est son fils.

## Postérité
L’astéroïde (11105) Puchnarová, découvert par une de ses élèves, a été nommé en son honneur.